# Mohamed Riad
Mohamed Riad, né le 21 août 1984, est un judoka français.

## Biographie
Il est médaillé de bronze en 2009 aux Championnats d'Europe par équipes de judo. Il remporte la médaille d'argent des moins de 73 kg aux Jeux méditerranéens de 2009. Au niveau national,  elle est sacrée championne de France des moins de 73 kg en 2009.
Il est marié à la judokate Mylène Chollet depuis 2010,.